# Georg Wilhelm Pabst
Georg Wilhelm Pabst (Roudnice nad Labem, 25 agosto 1885 – Vienna, 29 maggio 1967) è stato un regista, sceneggiatore, produttore cinematografico e montatore austriaco, considerato tra i maestri del cinema realista.

## Biografia
Figlio di un dipendente delle ferrovie, nasce nella Boemia austro-ungarica, oggi territorio della Repubblica Ceca, e iniziò la carriera artistica come attore di teatro.
Già il suo primo film Il tesoro (1923), si staccò dai temi abituali del tempo per estremo naturalismo. Si rivelò con La via senza gioia (1925), con Greta Garbo fra i protagonisti, in cui denunciava la miseria del primo dopoguerra a Vienna.
Fecero seguito Il giglio nelle tenebre (1927), Il vaso di Pandora (1929), e Diario di una donna perduta (1929). Gli ultimi due film furono interpretati da Louise Brooks, che immortalerà il personaggio di Lulù). In questa fase, contrariamente alle sue affermazioni antiromantiche, si ritrovano molti accenni del romanticismo tradizionale.
Nel 1931 realizzò L'opera da tre soldi, dall'omonimo lavoro teatrale di Bertolt Brecht: anche se il tono satirico fu meno incisivo dell'originale, la polemica sociale restava violenta. Seguirono La tragedia della miniera (1931) e Don Chisciotte (1933), che resta forse la migliore riproduzione del poema di Cervantes.
Dopo questo "periodo d'oro" (1925-1933), che vide il passaggio dal cinema muto al sonoro, Pabst diresse ancora parecchi film, ma lontano dal suo Paese (aveva lasciato la Germania nazista), e accettò molti compromessi commerciali a scapito della sua migliore ispirazione.
Nel 1939 accettò di tornare a lavorare in Germania e con il film I commedianti (1941) vinse il premio alla regia alla Mostra del cinema di Venezia nell'edizione del 1941, che insieme alla precedente e alla successiva furono poi sconfessate. Dopo la seconda guerra mondiale realizzò in Austria Il processo (1948), tratto dal romanzo Prozess auf Leben und Tod di Rudolf Brunngraber.
Morì nel 1967 a Vienna, pressoché dimenticato.

## Filmografia parziale
- Il tesoro (Der Schatz) (1923) - anche sceneggiatore
- La contessa Donelli (Gräfin Donelli) (1924)
- La via senza gioia o L'ammaliatrice (Die Freudlose Gasse) (1925)
- I misteri di un'anima (Geheimnisse einer Seele) (1926)
- Non si scherza con l'amore (Man spielt nicht mit der Liebe) (1926)
- Il giglio nelle tenebre (Die Liebe der Jeanne Ney) (1927) - anche montatore
- Crisi (Abwege) (1928) - anche montatore
- Il vaso di Pandora o Lulù (Die Büchse der Pandora) (1929) - anche sceneggiatore
- Diario di una donna perduta (Das Tagebuch einer Verlorenen) (1929) - anche produttore
- La tragedia di Pizzo Palù (Die Weiße Hölle vom Piz Palü) (1929) - co-regista di Arnold Fanck
- Westfront (Westfront 1918) (1930)
- Lo scandalo di Eva (Skandal um Eva) (1930)
- L'opera da tre soldi (Die 3groschenoper) (1931)
- La tragedia della miniera (Kameradschaft) (1931)
- L'Atlantide (Die Herrin von Atlantis) (1932)
- Don Chisciotte (Don Quixote) (1933) - anche sceneggiatore e produttore
- Dall'alto in basso (Du haut en bas) (1933)
- Un eroe moderno (A Modern Hero) (1934)
- Mademoiselle Docteur (1936)
- Shanghai (Le Drame de Shanghaï) (1938)
- Ragazze in pericolo (Jeunes filles en détresse) (1939)
- I commedianti (Komödianten) (1941) - anche sceneggiatore
- Paracelsus (1943)
- Der Fall Molander (1945)
- Il processo (Der Prozeß - Im Namen der Menschlichkeit) (1948)
- Profondità misteriose (Geheimnisvolle Tiefe) (1949)
- La voce del silenzio (1953) - anche sceneggiatore
- Cose da pazzi (1954)
- Condannata a morte (Das Bekenntnis der Ina Kahr) (1954)
- L'ultimo atto (Der Letzte Akt) (1955)
- Accadde il 20 luglio (Es geschah am 20. Juli) (1955)
- Bolero (Rosen für Bettina) (1956)
- Fra i boschi e fra i prati (Durch die Wälder, durch die Auen) (1956)

### Produttore
- Diario di una donna perduta (Tagebuch einer Verlorenen), regia di Georg Wilhelm Pabst (1929)